# 보성고등학교 (전남)
보성고등학교(寶城高等學校)는 대한민국 전라남도 보성군 보성읍 용문리에 있는 공립 고등학교이다.

## 학교 연혁
- 1966년 3월 5일 : 보성여자고등학교 개교
- 1966년 3월 11일 : 초대 조완영 교장 취임
- 1984년 10월 15일 : 보성고등학교로 교명 변경
- 2008년 8월 28일 : 기숙형고교 지정(교과부)
- 2012년 5월 10일 : 거점고등학교 지정
- 2013년 3월 1일 : 조성고등학교를 보성고등학교와 통폐합
- 2025년 2월 7일 : 제57회 졸업(58명 졸업, 총 9,091명)
- 2025년 3월 1일 : 제23대 김문주 교장 부임
- 2025년 3월 4일 : 신입생 52명 입학

## 참고 자료
- 보성고등학교 - 한국교육학술정보원 학교알리미